# Яна Ангелопулу-Даскалакі
Яна Ангелопулу-Даскалакі (грец. Γιάννα Αγγελοπούλου-Δασκαλάκη, 12 грудня 1955, Іракліон) — грецька політична діячка. Названа журналом Форбс однією з найвпливовіших жінок 2004 року.

## Біографія
Освіту здобула в університеті Аристотеля в Салоніках, за фахом — правник. З кінця 1980-х почала активно брати участь у політичному житті Афін: 1986 року обрана до Ради муніципалітету Афіни, в 1989—1990 роках була депутаткою Грецького парламенту від партії Новая демократія. 1990 року одружилася з мільярдером Теодоросом Ангелопулосом, з того часу працювала у сфері суднобудівного бізнесу.
1996 року була призначена очолити Організаційний комітет Олімпійських ігор в Афінах 2004 року, її участь сприяла успішному проведенню Ігор, що підкреслив президент Міжнародного олімпійського комітету — Хуан Антоніо Самаранч і його наступник Жак Рогге. Відтак Яна Ангелопулу-Даскалакі набула великої популярності в Греції, 1998 року вона отримала титул повноважного посла.
2012 року Яна Ангелопулу-Даскалакі буде названа Лондонським Олімпійським Організаційним комітетом найуспішнішою з президентів Олімпійських ігор. Крім того, вона має намір зробити внесок у підготовку Олімпіади в Лондоні в 2012 році як почесна членкиня Організаційного комітету.